# Kindred (Dakota del Nord)
Kindred è un centro abitato (city) degli Stati Uniti d'America, situato nella Contea di Cass nello Stato del Dakota del Nord. Nel censimento del 2000 la popolazione era di 614 abitanti. La città è stata fondata nel 1880.

## Geografia fisica
Secondo i rilevamenti dell'United States Census Bureau, la località di Kindred si estende su una superficie di 2,60 km², tutti occupati da terre.

## Popolazione
Secondo il censimento del 2000, a Kindred vivevano 614 persone, ed erano presenti 167 gruppi familiari. La densità di popolazione era di 237 ab./km². Nel territorio comunale si trovavano 267 unità edificate. Per quanto riguarda la composizione etnica degli abitanti, il 98,37% era bianco, lo 0,16% era afroamericano, lo 0,33% era nativo e lo 0,16% proveniva dall'Asia. Lo 0,98% apparteneva a due o più razze. La popolazione di ogni razza ispanica corrispondeva allo 0,98% degli abitanti.
Per quanto riguarda la suddivisione della popolazione in fasce d'età, il 30,8% era al di sotto dei 18, il 5,2% fra i 18 e i 24, il 35,0% fra i 25 e i 44, il 15,5% fra i 45 e i 64, mentre infine il 13,5% era al di sopra dei 65 anni di età. L'età media della popolazione era di 34 anni. Per ogni 100 donne residenti vivevano 93,1 maschi.